# Боратин (Ровненская область)
Бора́тин (укр. Боратин) — село в Крупецкой сельской общине Дубенского района Ровненской области Украины.
До 2020 года входило в Радивиловский район.
Население по переписи 2001 года составляло 464 человека. Почтовый индекс — 35522. Телефонный код — 3633. Код КОАТУУ — 5625881201.